# Academia Internacional de Fútbol Infantil de Guayana
La Academia Internacional de Fútbol Infantil de Guayana o más conocido como AIFI, es un club de fútbol profesional venezolano con sede en Ciudad Guayana, estado Bolívar. Actualmente juega en la Segunda División de Venezuela y disputa sus partidos como local en el Centro Total de Entretenimiento Cachamay.
Fue fundado el 5 de septiembre de 2013.

## Historia
Fue fundado el 5 de septiembre de 2013 en la localidad de Puerto Ordaz en la Ciudad Guayana originalmente como una academia de fútbol formadora de jugadores. 
En 2018 fue campeón de la Tercera División de Venezuela y logra por primera vez el ascenso a la Segunda División de Venezuela para la temporada 2019, comenzando así su andar en el profesional con su primera participación en la Liga FUTVE 2. En esa campaña de estreno alcanzó los cuartos de final en el Torneo Apertura, una instancia en la que dijo presente otra vez en la temporada 2021 y que por ahora es su listón.

## Palmarés
- Tercera División de Venezuela (1): 2018